# Alexander Schubert (Historiker)

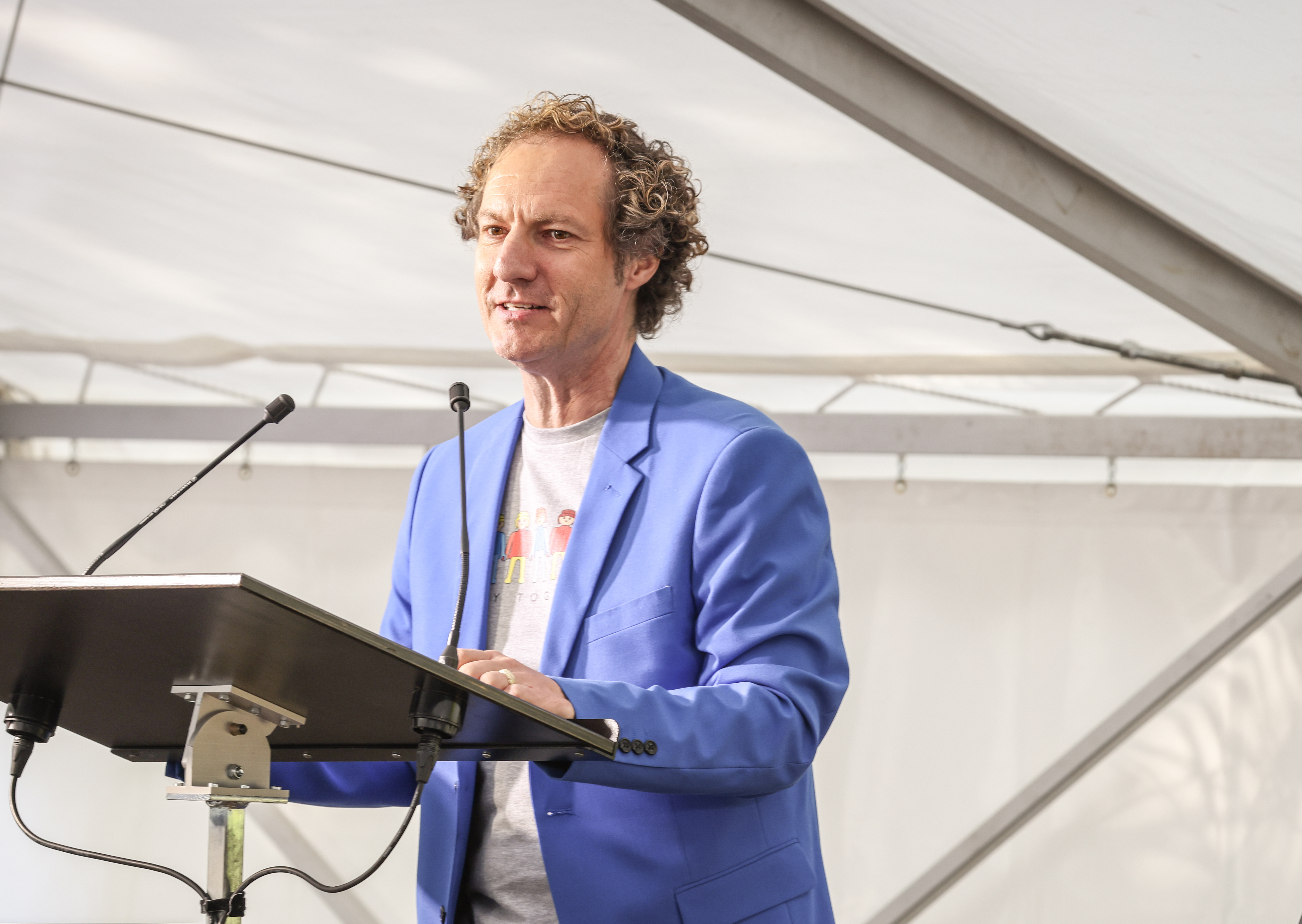
Alexander Schubert bei der Eröffnung der Ausstellung We Love PLAYMOBIL am 30. September 2023 in Speyer

Alexander Schubert (* 28. Juli 1969 in Bayreuth) ist ein deutscher Historiker und Kulturmanager. Er ist seit 2014 Direktor des Historischen Museums der Pfalz in Speyer.

## Ausbildung und Wirken
Schubert studierte von 1992 bis 2001 Geschichte, Germanistik, Politikwissenschaft und Erziehungswissenschaften in Bayreuth und Bamberg. Mit einem Stipendium der Hanns-Seidel-Stiftung wurde er 2001 zum Thema Erster süddeutscher Städtekrieg bei Bernd Schneidmüller promoviert. Von 2002 bis 2004 war er bei den Museen der Stadt Bamberg für den Bereich Öffentlichkeitsarbeit zuständig.
2004 wechselte er an das Kulturhistorische Museum Magdeburg zur Vorbereitung der Ausstellung des Europarates und Landesausstellung Sachsen-Anhalt Heiliges Römisches Reich Deutscher Nation, für die er konzeptionell die spätmittelalterlichen Abteilungen sowie den Bereich Öffentlichkeitsarbeit und Marketing betreute.
2007 wechselte Schubert zu den Reiss-Engelhorn-Museen nach Mannheim, zunächst als persönlicher Referent des Leitenden Direktors Alfried Wieczorek und zuständig für die Öffentlichkeitsarbeit der Ausstellungsprojekte Alexander der Große und die Öffnung der Welt (2009) und Die Staufer und Italien. Drei Innovationsregionen im mittelalterlichen Europa (2010). 2008 übernahm er zudem die Leitung der Abteilung Marketing der Reiss-Engelhorn-Museen. Seit 2009 leitete er dort die Gesamtabteilung Presse- und Öffentlichkeitsarbeit/Marketing. Für Baden-Württemberg, Rheinland-Pfalz und Hessen koordinierte Schubert das Stauferjahr 2010. Ab 2011 war er Wissenschaftlicher Direktor und für die Bereiche Wissenschaftliche Großprojekte, Presse- und Öffentlichkeitsarbeit, Marketing verantwortlich. Außerdem war er Geschäftsführer der Museums-Service GmbH. Als Projektleiter bereitete er die Ausstellung Die Wittelsbacher am Rhein. Die Kurpfalz und Europa für 2013 vor.
Am 9. Mai 2024 wurde Schubert für die CDU in den Stadtrat von Speyer gewählt. Am 3. Juli 2025 wurde Schubert vom Speyerer Stadtrat mit 35 von 37 abgegebenen Stimmen zum neuen Bürgermeister für Kultur, Soziales und Sport der Stadt Speyer gewählt. Das Amt soll er zum 1. März 2026 antreten.

## Wissenschaftliches Werk
Zu Schuberts wissenschaftlichen Schwerpunkten gehören Themen der mittelalterlichen Verfassungs-, Stadt-, Reichs- und Mentalitätsgeschichte. Besondere Schwerpunkte seiner Forschungen gelten der Geschichte der Stadt Nürnberg, der pfalz-bayerischen Geschichte unter den Wittelsbachern und dem Phänomen „Falscher Herrscher im Mittelalter“. Er hält Vorträge in Deutschland und USA zu kulturpolitischen Fragen, insbesondere zur kulturpolitischen Bedeutung historischer Großausstellungen. Er ist einer der Initiatoren des deutschlandweiten Tourismusprojekts Fahrtziel Kultur. Für das von Schubert erarbeitete Kommunikationskonzept der Ausstellung Die Staufer und Italien wurden die Reiss-Engelhorn-Museen im November 2011 unter dem Jury-Vorsitz von Peter Wippermann mit dem Marketingpreis der Metropolregion Rhein-Neckar ausgezeichnet. Als Geschichtsexperte tritt Schubert in Sendungen des SWR-Fernsehens wie SonntagAbend und Planet Wissen auf. Am 28. September 2013 war Alexander Schubert einer der Menschen der Woche in der gleichnamigen SWR-Sendung von Frank Elstner. Im April 2023 hielt Schubert den Festvortrag zur Verleihung des Johann-Christian-von Mannlich-Preises des Bundes der Pfalzfreunde im Bayerischen Nationalmuseum in München.
2005/06 übernahm er zusätzlich den Lehrauftrag Kulturhistorische Ausstellungen als Berufsfeld am Kunsthistorischen Institut der Freien Universität Berlin zusammen mit Gabriele Köster. Er führte zudem Lehrveranstaltungen an der Fachhochschule Kufstein, University of Applied Sciences und am Historischen Seminar der Universität Heidelberg durch. Im Januar 2022 wurde Schubert vom Rektor der Ruprecht-Karls-Universität Heidelberg, Bernhard Eitel, zum Honorarprofessor ernannt.

## Ehrenämter
Schubert war Vorsitzender der Fachkommission des Museums-PASS-Musées, die mittlerweile 350 Museen in den Ländern Deutschland, Frankreich und Schweiz vertritt. Er ist erster Sprecher des Netzwerks Museen und Schlösser der Metropolregion Rhein-Neckar, seit 2023 Vorstandsvorsitzender des Museumsverbands Rheinland-Pfalz, und Vorstandsmitglied des Vereins Feuerbachhaus Speyer e. V.
Er ist Kuratoriumsmitglied der Europäischen Stiftung Kaiserdom zu Speyer, der Kurt Beck vorsteht sowie Kuratoriumsmitglied der Kulturstiftung Speyer und des Vereins Kurpfalz e. V. Außerdem war Schubert Beiratsmitglied des Preußen-Museums Minden und der Landesausstellung Die Kaiser und die Säulen ihrer Macht im Landesmuseum Mainz sowie des Zentrums für Mittelalterausstellungen in Magdeburg.

## Sonstiges
Schubert ist Mitglied des Fußballvereins TSV 1860 München und Förderer der Fanfreundschaft mit dem 1. FC Kaiserslautern.

## Veröffentlichungen

### Monographien
- Der Stadt Nutz oder Notdurft? Die Reichsstadt Nürnberg und der Städtekrieg von 1388/89. Husum 2003, ISBN 3-7868-1476-7
- Heiliges Römisches Reich Deutscher Nation: 962 bis 1806; von Otto dem Großen bis zum Ausgang des Mittelalters. Hrsg.: Matthias Puhle, Magdeburg 2005, ISBN 3-930030-78-0
- From Otto the Great to close of the middle ages: 29th Council of Europe art exhibition, Saxony-Anhalt State Exhibition, ed. by Matthias Puhle and Claus-Peter Hasse. (zusammen mit Gabriele Köster), Magdeburg 2006, ISBN 3-937602-79-8
- Von Otto dem Großen bis zum Ausgang des Mittelalters: 29. Ausstellung des Europarates, Landesausstellung Sachsen-Anhalt, hrsg. von Matthias Puhle und Claus-Peter Hasse. (Zusammen mit Gabriele Köster), Magdeburg 2006, ISBN 3-937602-78-X
- Die Staufer und Italien. Drei Innovationsregionen im mittelalterlichen Europa, Ausstellung der Länder Baden-Württemberg, Rheinland-Pfalz und Hessen, hrsg. von Alfried Wieczorek, Mannheim 2008, ISBN 978-3-927774-26-1
- Die Wittelsbacher am Rhein. Die Kurpfalz und Europa, 2. Ausstellung der Länder Baden-Württemberg, Rheinland-Pfalz und Hessen, hrsg. von Alfried Wieczorek, Mannheim 2012, ISBN 978-3-927774-43-8
- Zwischen Zunftkampf und Thronstreit. Nürnberg im Aufstand 1348/49 Bamberg 2008, ISBN 978-3-923507-43-6

### Aufsätze (in Auswahl)
- ...die du Aufenthalt warst meiner Kindheit, Pfalz! König Ludwig I. und die Pfalz, in: DAMALS – Das Magazin für Geschichte 10-2023, S. 34–39. ISSN 0011-5908.
- Herausforderer aus der Vergangenheit. König Rudolf und die falschen Friedriche, in: Die Habsburger im Mittelalter. Aufstieg einer Dynastie, Katalog zur Landesausstellung Rheinland-Pfalz, Hrsg. Alexander Schubert, Simone Heimann, Darmstadt 2022, S. 124–125, ISBN 978-3-95505-201-0
- Auferstehung der mittelalterlichen Herrscher? Die Habsburger im Museum, in: Bernd Schneidmüller (Hrsg.): König Rudolf I. und der Aufstieg des Hauses Habsburg im Mittelalter, Darmstadt 2019, ISBN 978-3-534-27125-2
- Löwe und Rauten – Erfolgsgeschichte in Goldgelb, Weiß und Blau in: Alfried Wieczorek u. a. (Hrsg.): Die Wittelsbacher am Rhein. Die Kurpfalz und Europa, Katalog zur 2. Ausstellung der Länder Baden-Württemberg, Rheinland-Pfalz und Hessen, Regensburg 2013, ISBN 978-3-7954-2644-6
- Gedanken zu Identitätsstiftung und Vermittlung am Beispiel von „Die Wittelsbacher am Rhein. Die Kurpfalz und Europa“, 2. Ausstellung der Länder Baden-Württemberg, Rheinland-Pfalz und Hessen, in: Gabriele Köster (Hrsg.): Geschichte und kulturelles Erbe des Mittelalters: Umgang mit Geschichte in Sachsen-Anhalt, Regensburg 2014, ISBN 978-3-7954-2846-4
- Für Geschichte werben – Marketingkonzept der Staufer-Ausstellung, in: Alfried Wieczorek, Alexander Schubert (Hrsg.): Ausstellung und Tourismus. Bilanz der Ausstellung der Länder Baden-Württemberg, Rheinland-Pfalz und Hessen. Mannheim 2011, ISBN 978-3-927774-41-4
- Die Staufer und Italien – Drei Innovationsregionen im mittelalterlichen Europa, in: Das Münster. Zeitschrift für christliche Kunst und Kunstwissenschaft 3/2010, 63. Jg., S. 236–237. ISSN 0027-299X
- Geschichte für 100 Tage – Kulturhistorische Großausstellungen im Spannungsfeld von musealer Arbeit und populärer Vermittlung, in: Klaus Arnold et al. (Hrsg.): Geschichtsjournalismus. Zwischen Information und Inszenierung. Münster 2010, ISBN 978-3-643-10420-5, S. 10–23.
- Drei Länder – Ein Ziel: Kulturtourismus im Stauferjahr, in: Land der Möglichkeiten. Kunst-, Kultur- und Kreativwirtschaft in Rheinland-Pfalz, Dokumentationen der ZIRP 6, 2010, ISBN 978-3-9813889-1-6, S. 305–307.
- Heilserwartung und Wiederkehrglaube. In: Die Staufer und Italien. Drei Innovationsregionen im mittelalterlichen Europa. Bd. 1: Essays; Bd. 2: Objekte. Katalog zur Ausstellung der Länder Baden-Württemberg, Rheinland-Pfalz und Hessen, Hrsg. Alfried Wieczorek, Bernd Schneidmüller und Stefan Weinfurter, Darmstadt 2010.
- An Insight Into the 29th Council of Europe Art Exhibition: Holy Roman Empire of the German Nation 962–1806. Journal of the Holy Roman Empire of the German Nation. Volume I, Spring, Santa Barbara/USA 2006. ISSN 1930-1375
- Echte Macht und falsche Herrschaft – Vom Einfluss falscher Herrscher auf die Reichsgeschichte, in: Heiliges Römisches Reich Deutscher Nation 962–1806. Von Otto dem Großen bis zum Ausgang des Mittelalters, Essayband zur 29. Ausstellung des Europarates. Hrsg. Matthias Puhle und Claus-Peter Hasse, Dresden 2006, S. 349–358, ISBN 3-937602-68-2.
- Europa und das Heilige Römische Reich Deutscher Nation. Gedanken zur 29. Ausstellung des Europarates in Magdeburg. In: Kultur Report. Vierteljahreshefte des Mitteldeutschen Kulturrats 46, 2006, S. 8–11. ISSN 0948-2288
- Eine „kleine Stadt“ mit großer Geschichte – Das Bamberger Stadtmodell aus dem 19. Jahrhundert, in: Heimat Bamberger Land 2, 2003, S. 53–56. ISSN 0937-5856

### Herausgeberschaften (in Auswahl)
- König Ludwig I. – Sehnsucht Pfalz. Ubstadt-Weiher 2023, ISBN 978-3-95505-399-4
- Die Habsburger im Mittelalter. Aufstieg einer Dynastie, Katalog zur Landesausstellung Rheinland-Pfalz, Darmstadt 2022, ISBN 978-3-8062-4544-8
- Rendezvous. Frankreichs Militär in der Pfalz 1945–1999, Ubstadt-Weiher 2021, ISBN 978-3-95505-201-0
- Medicus. Die Macht des Wissens, Darmstadt 2019, ISBN 978-3-8062-4103-7.
- Valentinian I. und die Pfalz in der Spätantike, Ubstadt-Weiher 2018, ISBN 978-3-95505-116-7
- Richard Löwenherz. König – Ritter – Gefangener. Katalog zur Landesausstellung Rheinland-Pfalz, Regensburg 2017, ISBN 978-3-7954-3165-5
- Maya – das Rätsel der Königsstädte, München 2016, ISBN 978-3-7774-2603-7
- Weltbühne Speyer. Die Ära der großen Staatsbesuche, Heidelberg 2016, ISBN 978-3-89735-980-2

### Podcasts
- Prinzregent Luitpold von Bayern, Speyer und das Museum. Vortrag zum Tag des offenen Denkmals 2024, in: Geschichte im Vortrag.[30]
- König Ludwig I. – Der Pfälzer auf dem bayerischen Thron. Vortrag zur Ausstellung König Ludwig I. Sehnsucht Pfalz, in Geschichte im Vortrag.[31]
- Bayern und Pfalz. Wie König Ludwig I. die Pfalz erfand, in: Timo Benß, Die Rheinpfalz-Podcast, Die Kathedrale der Kaiser. Macht und Mythos im Speyerer Dom.[32]